# Гасангулиев, Гудрат Музаффар оглы
Гудрат Музаффар оглы Гасангулиев (азерб. Qüdrət Müzəffər oğlu Həsənquliyev; род. 29 января 1965 года, село Абрагунус, Джульфинский район, Азербайджанская ССР) — государственный и политический деятель. Депутат Милли меджлиса Азербайджанской Республики II, III, IV, V, VI, VII созывов, заместитель председателя комитета по правовой политике и государственному строительству.

## Биография
Родился Гудрат Гасангулиев 29 января 1965 году в селе Абрагунус, ныне Джульфийского района Республики Азербайджан. В 1992 году с отличием окончил юридический факультет Бакинского государственного университета. Работал следователем в прокуратуре Насиминского района города Баку, помощником Государственного секретаря Азербайджанской Республики, старшим преподавателем университета Азии.
С 1993 года был советником председателя Народного фронта Азербайджана (ПНФА), с 1998 года — членом Президиума ПНФА. После того, как Абульфаз Эльчибей заболел и уехал на лечение в Турцию, внутренние противоречия в ПНФА углубились и стали неуправляемыми. ПНФА фактически распалась на два политических крыла – "реформаторов"и «классиков».
19 июля 2000 года крыло ПНФА, получившее название «классиков», созвало совещание с участием ряда районных организаций партии. Несмотря на то, что ПНФА была представлена крылом «реформаторов», Гудрат Гасангулиев принял участие в совещании «классиков» и, выступая, призвал членов партии не раскалывать организацию. Через день после этого события Абульфаз Эльчибей скончался.
19 августа 2002 года во Дворце культуры имени Шахрияра состоялся объединительный съезд ПНФА. На съезде были приняты новый устав и Устав партии. Сопредседатель организационного комитета по подготовке к съезду Гудрат Гасангулиев был избран председателем ПНФА на альтернативной основе и тайным голосованием.
Несмотря на то, что Министерство юстиции Азербайджанской Республики на основании представленных документов признало объединенную партию Народный фронт Азербайджана единственным правопреемником ПНФА, впоследствии, под давлением иностранных сил, государственная регистрация партии была аннулирована.
С целью решения проблемы, возникшей в связи с государственной регистрацией, 3 апреля 2004 года была созвана учредительная конференция партии, на которой в названии партии была отражена идеология азербайджанства, являющаяся духовным наследием Абульфаза Эльчибея, а также содержащаяся в Уставе партии. Таким образом, партия, являющаяся продолжателем идеологической линии Азербайджанского Национально-освободительного движения и Народного фронта Азербайджана, начала свою деятельность во имя всего азербайджанского народного фронта. На съезде председателем партии был избран Гудрат Гасангулиев.
На съездах БАККП, состоявшихся 7 июня 2008, 2 июня 2013 и в апреле 2018 года, Гудрат Гасангулиев переизбирался председателем партии.
На повторных выборах в парламент Азербайджана в 2003 году Гудрат Гасангулиев был избран депутатом по 86-му Исмаиллинскому избирательному округу, в 2005 году-по 97-му Геранбой-Агдам-Тертерскому избирательному округу, в 2010 году и 2015 году-по 7-му Ордубад-Джульфинскому избирательному округу.
В III созыве Милли Меджлиса Азербайджанской Республики являлся членом Постоянной комиссии по вопросам правовой политики и государственного строительства, в IV созыве работал членом Комитета по правовой политике и государственному строительству, в V созыве - член Комитета по правовой политике и государственному строительству и в счётной комиссии.
На выборах в Национальное собрание Азербайджана VI созыва, которые прошли в 9 февраля 2020 года, баллотировался по Четвёртому Хатаинскому избирательному округу № 36. По итогам выборов одержал победу и получил мандат депутата Милли меджлиса Азербайджанской Республики. С 10 марта 2020 года приступил к депутатским обязанностям. Является заместителем председателем комитета по правовой политике и государственному строительству.
В 2024 году на парламентских выборах в Азербайджане, которые состоялись 1 сентября, одержал победу в Хатаи-Сураханском избирательном округе №36. Официально стал депутатом Милли Меджлиса Азербайджана седьмого созыва, первое заседание которого состоялось 23 сентября 2024 года.
Участвовал в выборах Президента Азербайджанской Республики в 2003, 2008, 2013 и 2018 годах.
Женат, имеет двоих детей.